# Cristina Hoyos
Cristina Hoyos Panadero (Sevilla, 13 de junio de 1946) es una bailaora flamenca, coreógrafa y actriz española. En 1988 crea su propia compañía de baile con la que debutó en junio de 1989 en el Teatro Rex, de París.

## Biografía
Comenzó a bailar con 12 años en el espectáculo infantil Galas Juveniles. Entre sus maestros destacan Adelita Domingo y Enrique El Cojo.
En 1969 Antonio Gades la incorpora en su compañía como pareja de baile, con quien permanece durante 2 décadas durante las cuales, además de recorrer casi todo el mundo, participa en la trilogía cinematográfica Bodas de Sangre, Carmen y El Amor Brujo que dirige Carlos Saura.
En 1983 se presenta Carmen en París con Cristina Hoyos como protagonista, papel por el que fue calificada como la mejor Carmen bailada hasta el momento.
Desde 1988 ha intervenido en otras películas y series de televisión como Juncal de Jaime de Armiñan, Montoyas y Tarantos de Vicente Escribá, Antártida de Manuel Huerga, entre otras y la película sobre su propia vida Despacito y a compás.
En 1989 debuta con su  compañía BALLET CRISTINA HOYOS en el Festival de París con su primer espectáculo SUEÑOS FLAMENCOS y en 1990 se presenta en el Teatro de la Ópera de París- Palais Garnier , con un clamoroso éxito; es la primera compañía de flamenco que actúa en los teatros Ópera de París y Ópera de Estocolmo.
Coreografía la ópera Carmen que para el Covent Garden de Londres dirigen Nuria Espert y Zubin Metha.
En 1992 actúa en la Exposición Universal de Sevilla, con YERMA y LO FLAMENCO y  en las ceremonias de apertura y clausura de los Juegos Olímpicos de Barcelona'92.
En 1994 presenta en el Teatro Chatelet de París su espectáculo CAMINOS ANDALUCES.
En 1996 coreografía Cuadro Flamenco con decorados de Picasso para el Teatro de la Ópera de Niza,  realiza la coreografía de la película The Hunchback (El Jorobado) de Peter Medak y debuta con su nuevo espectáculo ARSA Y TOMA , con vestuario de Christian Lacroix,  en el Teatro de la Ópera de Aviñón.
En 1999 presenta AL COMPÁS DEL TIEMPO y coreografía Las Bodas de Fígaro dirigida por José Luis Castro en el Teatro de la Maestranza de Sevilla.
En 2001 actúa como actriz y bailaora protagonista de Carmen 2, le retour dirigida por Jerôme Savari.
En 2002 presenta TIERRA ADENTRO en el Teatro principal de Valencia, por el que le otorgan el Premio de las Artes Escénicas de la Generalitat Valenciana al mejor espectáculo.
En 2003 presenta en Los Jardines del Generalife de la Alhambra de Granada el espectáculo YERMA con dirección de José Carlos Plaza, donde es presenciado por más de 60.000 espectadores.
En enero de 2004 es nombrada directora del BALLET FLAMENCO DE ANDALUCÍA.
En 2005 presenta en el Gran Teatro de Córdoba el espectáculo VIAJE AL SUR, dirigido por Ramón Oller, con el que recorren buena parte del mundo.
En verano del 2006 presenta en los jardines del Generalife de la Alhambra el espectáculo ROMANCERO GITANO, basado en la obra de Lorca y dirigido por José Carlos Plaza. El Festival de las Minas de la Unión le rinde homenaje en su XLVI edición.
En  julio de 2009 estrenan en Granada POEMA DEL CANTE JONDO en el café de Chinitas, basado en ambas obras de Lorca y dirigido por José Carlos Plaza.

## Vida personal
Juan Antonio Jiménez y Cristina Hoyos se conocieron hace treinta años en la compañía de Antonio Gades, donde él era uno de los bailarines principales. En las películas de Saura, Jiménez solía desempeñar el papel de marido de Cristina y rival de Antonio. En 1997, Cristina Hoyos fue diagnosticada de cáncer de mama, del cual tuvo que ser operada. Del resultado de la operación lo dice todo una frase suya: “Salí del quirófano dormida y estaba moviendo los brazos”. Tras esta difícil experiencia, publicó un libro-testimonio: “¡Animo. p’alante! Cristina Hoyos: una mujer frente al cáncer de mama”.
Es tía materna de Lucía Hoyos.

### Testimonio y Libro, ¡Ánimo p'alante!, de Cristina Hoyos
Cristina Hoyos, una mujer frente al cáncer de mama
"Me ha tocado, pensé, pero no tuve miedo. Pensé en mis hermanas, en la mayor, Dolores, que murió, pero enseguida me dije: ha habido suerte de que me haya tocado a mí, que soy la más fuerte de todas ellas. Así que al momento, dejé a un lado todas las lamentaciones y dije: vamos p'alante, a solucionarlo".
Así empieza a relatar la bailaora Cristina Hoyos su experiencia como paciente de cáncer de mama en el libro que acaba de publicar Ediciones Mayo, titulado ¡Ánimo p'alante!.
Cristina Hoyos es una mujer franca y natural, que siempre ha intentado ayudar a todo el que lo necesitase. Y después de su experiencia con una de las enfermedades que hoy en día preocupa más a la gente, no dudó en dar su testimonio para ayudar, así, a otros paciente en su misma situación. Por eso, como relata en uno de los capítulos del libro, se negó siempre a ocultar el cáncer, a hacer de ello un tabú.
Ángel López del Castillo, periodista con más de 15 años de especialización en el campo de la salud, escribe en seis capítulos la experiencia de la bailarina y coreógrafa sevillana, que le explicó a esta todo el proceso que ha vivido desde que se notó un bulto en el pecho. "Fue un 1 de diciembre, concretamente de 1996, en una fiesta de despedida de Nacho Duato en Madrid porque dejaba de bailar", recuerda la artista.
El libro, en el que ha colaborado también la oncóloga Ana Lluch, profesor titular de la Universidad de Valencia, pretende lanzar un mensaje de optimismo y de apoyo para otras mujeres también diagnosticadas de un cáncer de mama: "No estoy enferma, sólo operada de cáncer".
El libro se publicó en septiembre de 2005, y gracias a la Fundación AstraZeneca pudieron distribuirse más de 25.000 ejemplares gratuitos en asociaciones de pacientes y centros especializados. Tras la buena acogida que el libro tuvo, se empezó a vender en las librerías.
Tal fue el impacto que tuvo, que podemos ver en varios hospitales carteles informativos con mensajes de Cristina Hoyos.
Gracias a este libro y al testimonio de la bailaora, muchas mujeres ahora están más tranquilas y se sienten más fuertes para afrontar ese miedo que se suele tener cuando te dicen que tienes cáncer de mama. Cristina Hoyos quería que esas personas pasaran ese miedo y esa lucha lo mejor posible a través de una visión optimista. Puesto que ella siempre veía la botella media llena y no medio vacía, y quería transmitir todo eso para que las personas que lo pasaran pudieran sentirse un poquito más seguras.
Esta enfermedad nunca le quitó a la bailaora las ganas de bailar, sino que esas ganas fueron el principal motivo de su recuperación, pues ella nunca se rindió a dejar de ser lo que era, lo que más le importaba, ser una bailaora de flamenco y coreógrafa. Y así fue, que incluso recibiendo el tratamiento de quimioterapia, Cristina Hoyos anunció que iba a bailar de nuevo, y que la mejor terapia para ella era salir a bailar.

## Vida profesional

### Abanderada del flamenco
La compañía de ballet de Cristina Hoyos ha sido el primer ballet flamenco que ha pisado la ópera de París desde que el director Rudolf Nureyev vetara a las compañías de este arte sus actuaciones en este archiconocido teatro, meca mundial de las artes escénicas.
Respecto a su personalidad artística, podemos encontrar comentarios que avalan su fuerza y naturaleza innatas para el baile flamenco y que dan fe de su talento y su grandeza como intérprete. Según dicen, “a la tercera convenció totalmente. Su debut en ‘Los Gallos’ fue jaleado en extremo por sus incondicionales, haciendo que el crítico sospechara si no había un punto de exageración respecto a su actuación. Después la gente pasó al momento de creerla perfecta, automática y sin fallos. Finalmente, en su tercera actuación se quedaron de piedra. Tardaron, pero finalmente fueron honrados con una artista que también es honrada. Cristina Hoyos fue la admiración de un momento único del baile en Sevilla. Dotada para el baile por instinto, entró en el cuadro de la plaza del Duque hace poco o mucho tiempo, según se mire. Un día tuvo que sustituir a la primera bailaora. Dejó asombrados a Farruco, Enrique el Cojo, Paco Lira y otros, por la percepción que tenía para hacer el baile sin haber aprendido en ninguna academia. Esta artista ha luchado por despegarse de los recursos del teatro, recreando cada día su baile, y logrando en cada secuencia los máximos efectos estéticos. Ya se nos hizo la luz sobre la gran categoría que encontramos en Cristina Hoyos; no por perfecta, sino por artista nata y disparada hacia la meta de ser ella misma. Ella sola con su arte”.
Así pues, Cristina Hoyos ha llevado el flamenco a todos los rincones del mundo, sirviéndose de este como una bella herramienta que ha traspasado fronteras y con la que ha unido pueblos y culturas diferentes y distantes, tan solo usando la bata de cola y los tacones. Por todo esto, cabe decir que la formidable labor de Cristina Hoyos no ha sido solo con el fin de difundir este arte, sino también de investigación del mismo. Sin perder la pureza y la raigambre popular, Cristina Hoyos ha sabido depurar su baile hasta convertirlo en un ejemplo de cómo la espontaneidad y el sentimiento pueden aunarse sin contradicciones con el rigor técnico y la disciplina coreográfica. Su trabajo, que recientemente le ha merecido el Premio Nacional de Danza, sigue contribuyendo al conocimiento y a la dignificación de esta joya del patrimonio artístico de Andalucía.

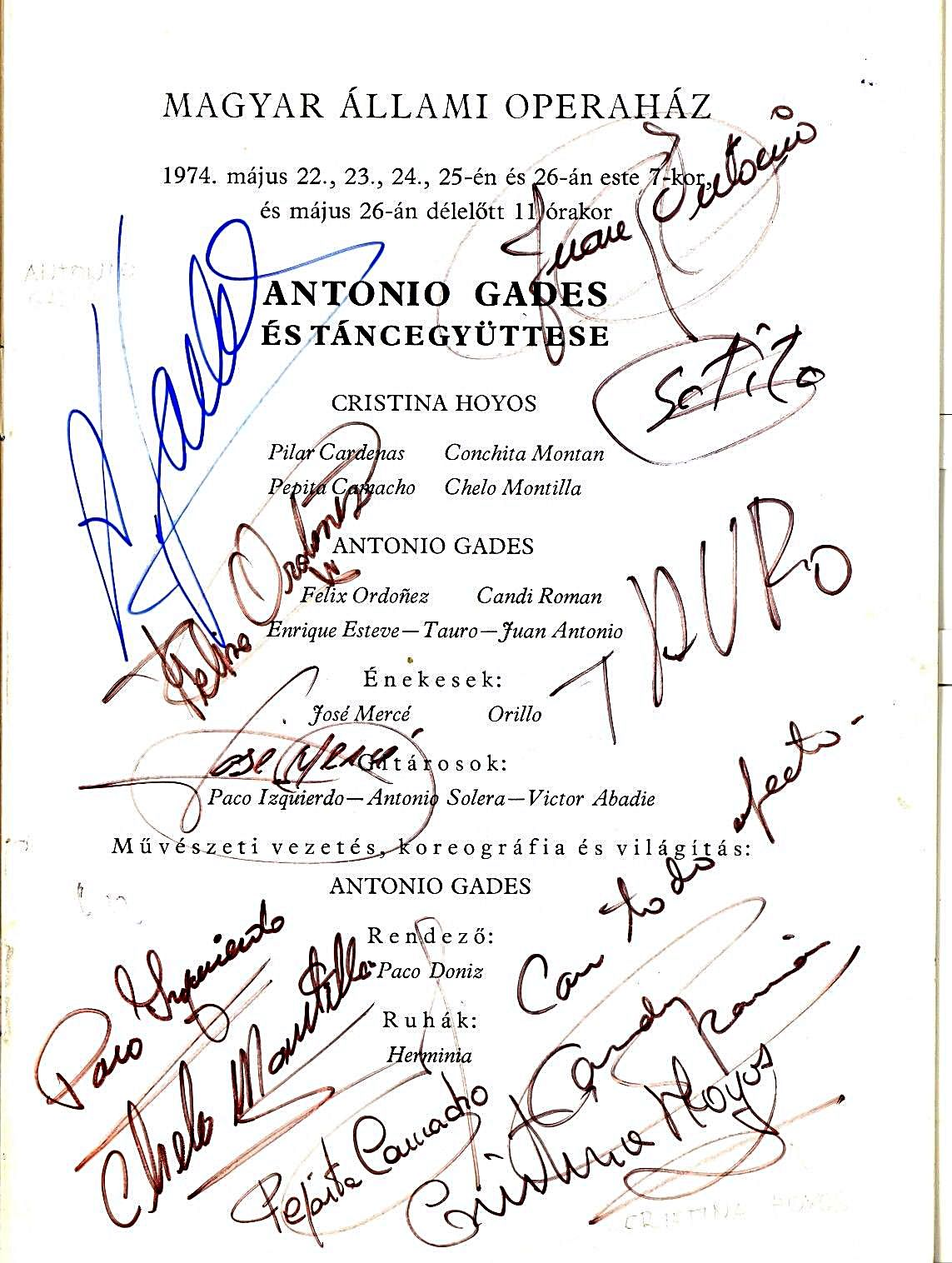
Firma de Cristina Hoyos junto a la de algunos compañeros de grupo, en el programa que los anunciaba en La Ópera de Budapest en 1974

## Filmografía
- 1981	Bodas de Sangre – Carlos Saura
- 1983	Carmen – Carlos Saura
- 1986	El Amor Brujo – Carlos Saura
- 1988	La Ballena Blanca – José María Sánchez
- 1988	Juncal – Jaime de Armiñán
- 1988	Montoyas y Tarantos – Vicente Escribá
- 1990	Los Angeles – Jacob Berger
- 1995	Antártida – Manuel Huerga
- 1996	The Hunchback – Peter Medak
- 2002	Despacito y a compás (película para TV sobre su vida)
- 2011   Vert, je t'aime vert (Caroline Chomienne)
- 2018   Segunda oportunidad  (Álvaro de Armiñán)

## Premios
- 1984:
  - Medalla del Círculo de Escritores Cinematográficos a la mejor actriz secundaria por Carmen – Círculo de Escritores Cinematográficos.[6]
- 1985:
  - Premio Pegaso - Festival dei due Mondi –Spoleto
- 1991:
  - Premio Nacional de Danza – Ministerio de Cultura de España.
  - Medalla de oro de Andalucía – Junta de Andalucía
- 1993:
  - Andaluza del año – Casa de Andalucía (Barcelona).
  - Medalla de oro de las Bellas Artes – Gobierno Español
- 1997:
  - Premio Andalucía de Cultura – Junta de Andalucía.
  - Caballero de la Orden de las Artes y las Letras – Gobierno Francés.
  - Personalidad Española – Premios Francia de Turismo – Maison de France.
  - Premio del Público al mejor espectáculo – Festival Nouvelle Danse – Montreal
- 1999:
  - Premio Puerta de Asturias – Asociación Puerta de Asturias
- 2000:
  - Premio Fitur – Patronato de Turismo y Diputación de Sevilla.
  - Premio a la Mujer Trabajadora – Junta de Andalucía.
  - Alcaldesa de Honor – Ayuntamiento de Espinosa de Henares.
  - Homenaje “Peña Soleá” – Ayuntamiento de Palma del Río.
  - I Premio Facyde – Federación de Asociaciones de Coros y Danzas de España.
  - Premio de Honor y Zapatilla de Plata – Asociación ‘Indanza’ de Almería.
  - Clavel de la prensa - Asociación de prensa de Sevilla.
  - Premio Presencia Internacional – SGAE Sociadad Gral. de Autores de España.
  - MAX a la mejor intérprete femenina de danza.
  - Homenaje –XLIV Potaje Gitano de Utrera.
  - Premio Mujer esencial en la danza.
  - Homenaje Peña “Juan Talega"
  - Premio el Compás del Cante, otorgado por la Fundación Cruz Campo.[7]
- 2001:
  - Premio Casas Regionales (Barcelona).
  - Premio “Compás del Cante” (Sevilla).
  - Premio “Peña Juan Bernabé” (Lebrija)
- 2002:
  - Premio Nathwani (Federation of European Cancer Societies).
  - Premio Bienal de Flamenco al mejor Cuerpo de baile
- 2003:
  - Premio del Público al mejor espectáculo flamenco (Canal Sur).
  - Miembro de honor de ‘FRIENDS” Asociación  amigos Maison de la Danse-Lyon.
  - Premio Nacional de Flamenco por la Cátedra de Flamencología de Jerez
  - Premio de honor del Festival de Santa Bárbara-California.
  - Premio del Gran Teatro de La Habana
- 2004:
  - MAX a la mejor Intérprete Femenina de DanzaPREMIO Escénica – Premios de Cultura Fundación José Manuel Lara.
- 2005 - 2008:
  - Premio Andalucía de Turismo:“Embajadora de Andalucía ”.
  - Inauguración de una calle con su nombre en Carrión de los Céspedes-Sevilla.
  - Inauguración de una calle con su nombre en Tomares (Sevilla.
  - Claustral del Claustro de las Artes de la Universidad de Alcalá de Henares.
  - Premio Yerbabuena de Plata en las Cabezas de San Juan-Sevilla.
- 2009:
  - Gran Medalla de la Villa de París (Ayuntamiento de París)
- 2011:
  - Premio Embajadora del Turismo y la Cultura de Pekín (Ayuntamiento de Pekín-China)
- 2025:  Premio corral de comedias.